# Allobates humilis
Allobates humilis es una especie de anfibio anuro de la familia Aromobatidae.

## Distribución geográfica
Esta especie es endémica de Venezuela. Habita en los estados de Trujillo, Táchira, Barinas y Portuguesa entre los 600 y 1800 m de altitud en la Cordillera de Mérida.

## Publicación original
- Rivero, 1980 "1978" : Notas sobre los anfibios de Venezuela III. Nuevos Colostethus de los Andes venezolanos. Memoria de la Sociedad de Ciencias Naturales La Salle, vol. 38, n.º 109, p. 95-111.[5]